# Handskholmen, Sibbo
Handskholmen, finska: Hanskinen, är en ö i Finland. Den ligger i Finska viken och i kommunen Sibbo i den ekonomiska regionen  Helsingfors i landskapet Nyland, i den södra delen av landet. Ön ligger omkring 17 kilometer öster om Helsingfors.
Öns area är 15 hektar och dess största längd är 0,6 kilometer i nord-sydlig riktning.